# St.-Marien-Kathedrale (Windhoek)
Die St.-Marien-Kathedrale (englisch St. Mary’s Cathedral) in Windhoek ist die Kathedrale des Erzbistums Windhoek und wichtigste Kirche der römisch-katholischen Kirche in Namibia.
Die Kathedrale liegt, durch einen Vorplatz und eine Treppe leicht erhöht, an der Werner-List-Straße in Windhoek-Central. Sie wurde in den Jahren 1906 bis 1908 aus örtlichen Materialien sowie Backsteinelementen im neuromanischen Stil errichtet.

## Beschreibung
Die nach Osten gerichtete Eingangsfassade besteht aus einer durch drei Bögen überdachten Vorhalle und wird von einem Säulengesims und einem Portikus gekrönt. Die Eingangsfassade wird von zwei im Grundriss quadratischen Ecktürmen begrenzt, die rund 30 Meter in die Höhe ragen. Beide Türme werden jeweils durch ein großes rundes Fensterelement dominiert und tragen ein spitzes Oktogon-Helmdach aus weiß gestrichenem Kupferblech.
Das Innere der Kathedrale besteht aus einem Haupt- und zwei Seitenschiffen, mit einem nach Westen gerichteten  Chor mit polygonalen Fünfachtelschluss.
Die Marien-Kathedrale ist ein Wahrzeichen der Stadt Windhoek und seit 1983 ein nationales Denkmal Namibias.

## Weblinks

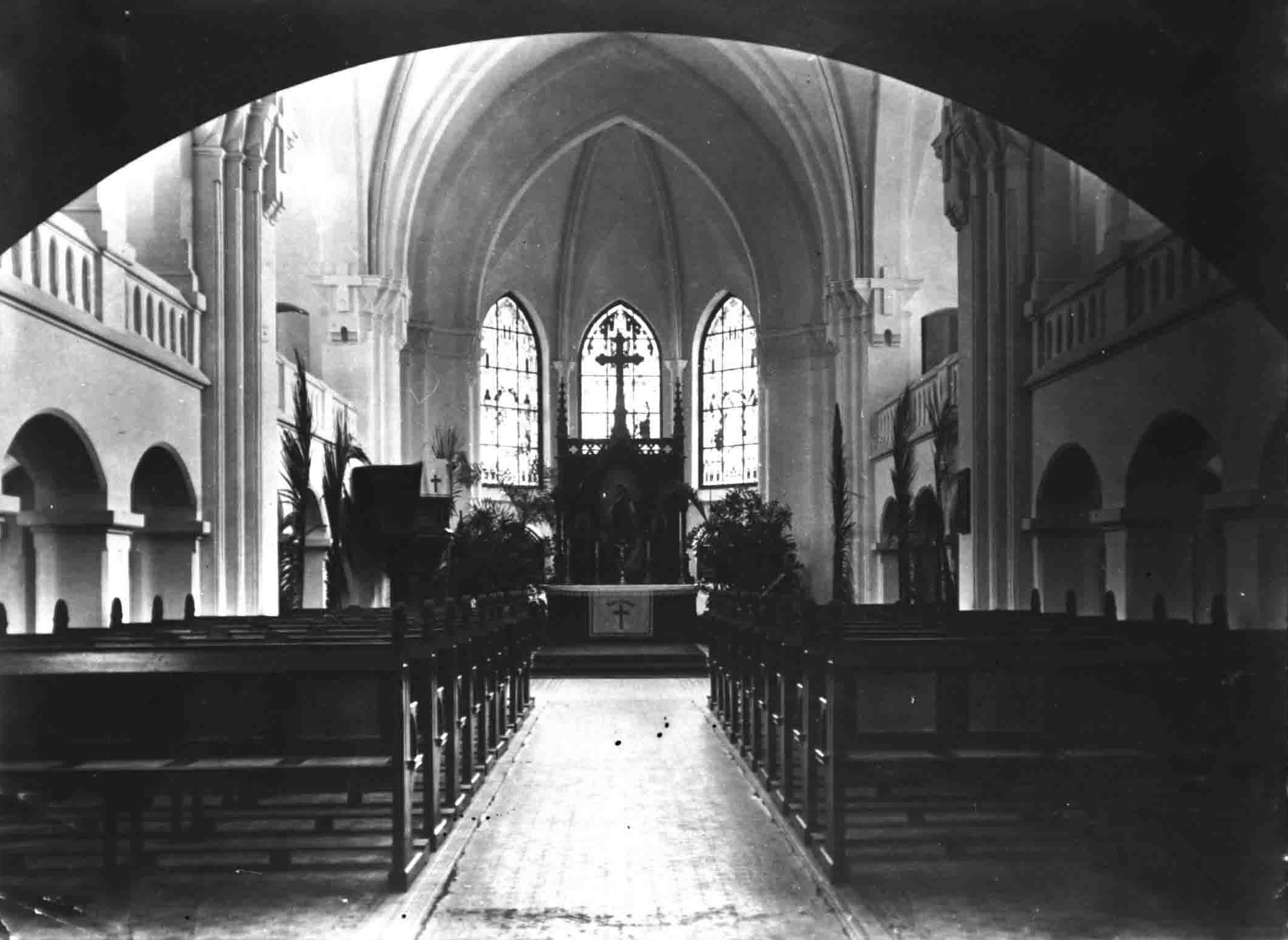
Inneres von St. Marien kurz nach Ende der Bauarbeiten 1908